# Pseudomonas fluorescens
Флуоресцирующая псевдомонада (лат. Pseudomonas fluorescens) — вид грамотрицательных подвижных палочковидных бактерий с несколькими (от 2 до 4) жгутиками.  Принадлежит к роду псевдомонад. Исследования нуклеотидной последовательности 16S-рРНК относят P. fluorescens к внутриродовой группе fluorescens.

## Этимология
Слово «псевдомонада» означает «ложный элемент» и является производным от:
- греческого слова ψευδο («псевдо»)
- латинского monas (или греческого μονάς/μονάδα)

В обоих случаях означающего «один неделимый элемент». Это слово ранее использовалось в микробиологии для обозначения микроорганизмов.
Слово «fluorescens» указывает на секрецию микроорганизмами растворимого флуоресцентного пигмента под названием пиовердин, относящегося к типу сидерофоров.

## Основные бактериологические характеристики
У представителей вида чрезвычайно гибкий метаболизм. Являются облигатными аэробами, некоторые штаммы способны использовать нитраты вместо кислорода в качестве конечного акцептора в процессе клеточного дыхания. Оптимальная температура для роста P. fluorescens составляет 25—30 °C. Даёт положительные результаты в тесте на оксидазу. Также является несахаролитической бактерией.
Бактерией P. fluorescens и другими подобными псевдомонадами вырабатываются термостабильные липазы и протеазы. Эти ферменты вызывают порчу молока, придают ему горечь, разлагая казеины и в дальнейшем обуславливают появление в нём нитей полисахаридов, за счёт выработки слизи и коагуляции белков.

###### Обмен веществ
P. fluorescens производит флороглюцин, флороглюцинкарбоновую кислоту и диацетилфлороглюцинол.

###### Биологический распад
В P. fluorescens обнаружен фермент 4-гидроксиацетофенон-монооксигеназа, который преобразует Piceol в 4-гидроксифенилуксусную кислоту.

###### Секвенирование генома
Были секвенированы следующие штаммы Ф. псевдомонады: SBW25, Pf-5, PfO-1

## Биологическое регулирование численности организмов
Некоторые штаммы P. fluorescens (например, CHA0 или Pf-5) проявляют способность биоконтроля, защищая корни некоторых видов растений от паразитных грибков, таких как фузарий или питиозная корневая гниль, а также от некоторых растительноядных нематод.
Не совсем ясно, как флуоресцирующая Pseudomonas проявляет свойства, активирующие рост растений. Есть несколько версий на этот счёт:
- бактерии способны провоцировать системную сопротивляемость растения-хозяина, для улучшения устойчивости к атакам истинных патогенов;
- бактерии могут вытеснять другие (патогенные) почвенные микроорганизмы, например, сидерофоры, дав растению конкурентное преимущество для захвата железа;
- бактерии способны вырабатывать соединения, антагонистические для других почвенных микроорганизмов, например такие, как синильная кислота или антибиотики на основе феназина;

Если быть точнее, то определённые изоляты флуоресцирующей псевдомонады производят вторичные метаболиты 2,4-диацетилфлороглюцина (далее 2,4-ДАФГ), состав которых, как полагают, ответственен за анти-фитопатогенность и за свойства биоконтроля в этих штаммах. Генный кластер флороглюцина отвечает за генный фактор 2,4-ДАФГ в аспекте биосинтеза, регуляции, оттока и распада.
Восемь генов флороглюцина (HGFACBDE) промаркированы в этом кластере и организационно закреплены за производством 2,4-ДАФГ штаммов флуоресцирующих псевдомонад. Из этих генов, ген D отвечает за поликетидсинтазы типа III, предоставляя ключевой биосинтетический фактор для производства 2,4-ДАФГ. Ген D демонстрирует сходство с халконсинтазой и, теоретически, происходит из горизонтального переноса генов. Однако, филогенетический и геномный анализы показали, что весь флороглюциновый кластер генов, это потомок флуоресцирующей псевдомонады, и много штаммов потеряли продуктивность, что имеет место в различных геномных областях среди штаммов.
Существуют экспериментальные свидетельства в поддержку этих теорий для определённых условий. Обзор данной темы описан Хаасом и Дефаго.
Несколько штаммов флуоресцирующей псевдомонады, таких как Pf-5 и JL3985, развили естественную устойчивость к ампициллину и стрептомицину.
Эти антибиотики регулярно используются в биологическом исследовании в качестве инструмента селективного давления, чтобы вызвать транскрипцию и трансляцию плазмиды.
Штамм, именуемый Pf-CL145A, оказался многообещающим решением для контроля численности дрейссен. Этот бактериальный штамм, изолированный от внешней среды, может убить более 90 % дрейссен путём интоксикации (то есть, неинфекционно). Это происходит в результате действия натуральной субстанции(ий), входящей в состав их клеточных оболочек. С мертвыми клетками Pf-145A дрейссены погибают так же, как и с живыми. При очередном попадании в организм бактериальных клеток дрейссены гибнут вследствие последующего лизиса и некроза пищеварительной железы, а также отторжения некротических масс эпителия желудка. До настоящего момента исследования указывают на очень высокую специфичность в случае с дрейссенами, с низким риском нецелевого воздействия. Штамм Pf-CL145A в настоящий момент коммерциализирован под торговой маркой «Zequanox», который содержит его мёртвые бактериальные клетки в качестве активного ингредиента.

## Применение
При культивировании P. fluorescens получают антибиотик мупироцин, который используется при лечении заболеваний глаз, ушей и кожи.
В настоящее время свободная кислота мупироцина, её соли и эфиры применяются в кремах, мазях, спреях в качестве средства для лечения инфекции метициллин-устойчивого золотистого стафилококка.
P. fluorescens используется в молочной промышленности для приготовления йогурта.

## Заболеваемость
P. fluorescens гемолитически активна, и, как следствие, известны случаи заражения ей донорской крови.
Псевдомонада редко является причиной заболевания у людей и обычно воздействуют на пациентов с ослабленной иммунной системой (например, больные, проходящие лечение от рака). В США с 2004 по 2006 годы была зарегистрирована вспышка заболевания Ф. псевдомонадой, которая была обнаружена у 80 человек в 6 штатах. Источником инфекции оказался заражённый гепаринизированный порционный физраствор, применяемый для лечения раковых больных.